# 高山智希
高山 智希（たかやま ともき、12月11日 - ）は、日本の男性声優。千葉県出身。
プロダクションエース・ラムーを経て、現在フリーで活動をしている。

## 出演

### TVアニメ
- 2019年 BEM（補佐官）[2]

### 吹き替え
- 2017年10月 サバイバル・トラップ（デビッド）
- 2020年12月 処刑山 ナチゾンビVSソビエトゾンビ(ダニエル)

### ゲーム
- 2016年4月 Rocketbirds 2: Evolution （プレイヤー01・衛兵・その他）
- 2017年10月 アサシン クリード オリジンズ （ディオウィコス・ウェスタ・その他）[3]
- 2018年5月 シャドウ・オブ・ウォー(DLコンテンツ：モルドールの荒廃)
- 2018年10月 アサシン クリード オデッセイ（オルキメデス・農夫・その他）
- 2018年10月 レゴ®DC スーパーヴィランズ （ジミー オルセン・パラデーモン・その他）
- 2018年12月 ジャストコーズ4（ハコボロハス・その他）
- 2019年2月 メトロ エクソダス
- 2020年12月 イモータルズ フィニクス　ライジング（ヘルメス 他）[4]